# 姜新文
姜新文（1956年11月—），山西忻州人，中华人民共和国政治人物。

## 生平
1983年4月加入中国共产党。1989年1月，任共青团忻州市委书记。1990年8月，任忻州市委副秘书长。1991年4月，任忻州地委、行署接待处副处长。1992年12月，忻州地委、行署接待处处长。1997年3月，任忻州地委秘书长。2000年9月，任忻州市委秘书长。2001年1月，任忻州市委常委、秘书长。2003年3月，任山西省委副秘书长。2008年3月，任省委常务副秘书长。2015年6月，任中共山西省委常务副秘书长、办公厅主任。2016年1月，任山西省政协副主席，省委常务副秘书长、办公厅主任。